# João Sertório
João Sertório Junior, o barão de Sertório (Santos, 5 de março de 1819 – Rio de Janeiro, 19 de outubro de 1888), foi um político brasileiro.
Foi deputado às assembleias provinciais do Rio Grande do Sul e São Paulo. Foi presidente da província do Rio Grande do Sul, de 14 de junho de 1869 a 29 de agosto de 1870.
Assinou em 24 de maio de 1870 o ato de criação das colônias italianas de Conde d'Eu e Dona Isabel (atual Bento Gonçalves).